# Смерть Вазир-Мухтара (телесериал)
«Смерть Вазир-Мухтара» — российский телесериал 2009 года, снятый по мотивам одноимённого романа Юрия Тынянова о последнем годе жизни Александра Грибоедова — русского писателя, дипломата, композитора и полиглота.

## Сюжет
Участвовавший в установлении Туркманчайского мира молодой дворянин Александр Сергеевич Грибоедов прибывает в столичный Санкт-Петербург, где пользуется успехом в обществе, ведёт распутную жизнь, и между делом разрабатывает план российской колонизации и экономического развития Закавказья. Царь Николай более заинтересован в Грибоедове как в дипломате, способном потребовать у персов выплаты задерживаемой ими контрибуции. В получении денег заинтересован и Грибоедов — он надеется, что они пойдут на развитие Грузии.
Незадолго до своего рокового отъезда в Персию Грибоедов женится на грузинской княжне Нине Чавчавадзе. Вскоре супруги узнаю́т: у них будет ребёнок. Но Грибоедов вынужден ехать в Тегеран для переговоров непосредственно с шахом Фетхом Али.
По прибытии в Тегеран Грибоедов ведёт себя демонстративно дерзко; его поведение на высочайшей аудиенции шокирует персов. К этому добавиляются интриги политических и личных врагов: шахских военачальников Алаяр-хана и русского перебежчика Самсон-хана, а также британских дипломатов. Утром 30 января (по старому стилю) 1829 года у главной мечети Тегерана собирается толпа и с воинственными криками направляется к зданию российской дипломатической миссии.
В ходе штурма посольства, прошедшего при попустительстве властей, гибнут все его сотрудники, кроме спрятавшегося под коврами первого секретаря Мальцова. Зарублен также и опальный главный евнух шахского гарема Мирза Якуб, находившийся под защитой миссии. Шах направляет в Петербург послов с извинениями и преподносит российскому императору Николаю I в числе прочих даров знаменитый алмаз «Шах» из короны Великих Моголов. Заинтересованный в нейтралитете персов в разгар войны России против Османской империи, царь прощает им убийство дипломатов, а также часть контрибуции, вытребованной послом ценой своей жизни.

## В ролях
- Михаил Елисеев — Александр Грибоедов
- Анатолий Гущин — Сашка, слуга Грибоедова
- Иван Стебунов — Мальцов, секретарь русской миссии
- Евгений Карпов — Аделунг
- Андрей Зибров — Николай I
- Валерий Соловьёв — Паскевич
- Виктор Костецкий — Макдональд
- Сергей Алимпиев — Пушкин
- Мария Абрамишвили — Нина Чавчавадзе
- Карина Разумовская — Елена Булгарина
- Сергей Барковский — Булгарин
- Ольга Медынич — Телешева
- Гали Абайдулов — канцлер Нессельроде
- Гелий Сысоев — Крылов
- Игорь Шибанов — Родофиникин
- Дмитрий Сутырин — Бурцев
- Виктор Смирнов — Ермолов
- Андрей Шимко — Чаадаев
- Ольга Волкова — Прасковья Николаевна
- Лариса Малеванная — Настасья Фёдоровна
- Михаил Трясоруков — поручик Вишняков
- Владимир Баранов — Николай Николаевич
- Андрей Матюков — Сенковский
- Роман Грибков — Фомин
- Евгений Титов — Каратыгин
- Сергей Лосев — Сипягин
- Дмитрий Поднозов — Самсон-хан
- Таисья Попенко — княгиня Саломе
- Азамат Багиров — Фазиль-хан
- Сергей Шелгунов — доктор Макниль
- Татьяна Кулиш — леди Макдональд
- Юрий Загребнев — Аллахяр-хан Каджар
- Николай Иштаев — Манучехр-хан
- Михаил Карпенко — Скрыпылёв
- Эрик Кения — Аббас-Мирза
- Стэнли Красовицки — Хозрев-Мирза
- Николай Дик — Савиньи
- Наталья Варфоломеева — Даша
- Роман Агеев
- Михаил Дорофеев